# SN 2002hl
SN 2002hl – supernowa typu Ia odkryta 4 listopada 2002 roku w galaktyce NGC 3665. W momencie odkrycia miała maksymalną jasność 16,30m.